# Croton sidifolius
Espèce
Croton sidifolius est une espèce de plantes à fleurs du genre Croton et de la famille des Euphorbiaceae, présente à Hispaniola.
Il a pour synonymes :
- Croton domingensis, Vahl ex Geiseler, 1807
- Croton sidifolius var. domingensis, (Vahl ex Geiseler) Müll.Arg., 1865
- Croton sidifolius var. genuinus, Müll.Arg., 1865
- Croton sidifolius var. parvifolius, Müll.Arg., 1865
- Oxydectes sidifolia, (Lam.) Kuntze